# Droga nr 700 (Izrael)
Droga regionalna nr 700 (hebr. כביש 700) – droga regionalna położona w Dolnej Galilei, na północy Izraela. Biegnie ona z miasta Nazaret do położonej na północnym zachodzie drogi ekspresowej nr 79.

## Przebieg
Droga nr 700 przebiega przez Poddystrykt Jezreel w Dystrykcie Północnym Izraela. Biegnie południkowo z południa na północ, od miasta Nazaret do drogi ekspresowej nr 79.
Swój początek bierze w aglomeracji miejskiej Nazaretu, która leży w masywie górskim Hare Nacerat. Rozpoczyna się na skrzyżowaniu Hanuk z drogą nr 754, która prowadzi na północny wschód do miejscowości Ar-Rajna. Natomiast droga nr 700 kieruje się ze skrzyżowania Hanuk w kierunku północno-zachodnim i jako ulica Safurija przebiega przez gęsto zabudowany obszar Nazaretu. Po opuszczeniu obszaru miejskiego już jako droga dwujezdniowa zjeżdża z wysokości około 440 m n.p.m. do niewielkiej Doliny Bikat Turan na wysokości 260 m n.p.m., gdzie kończy się na skrzyżowaniu z drogą ekspresową nr 79 (prowadzi na zachód do miejscowości Ilut i na wschód do miejscowości Maszhad i Ar-Rajna).